# Schloss Tratzberg
Schloss Tratzberg är ett slott i Österrike.   Det ligger i distriktet Schwaz och förbundslandet Tyrolen, i den västra delen av landet, 400 km väster om huvudstaden Wien. Schloss Tratzberg ligger 629 meter över havet.
Terrängen runt Schloss Tratzberg är huvudsakligen bergig, men åt sydväst är den kuperad. Schloss Tratzberg ligger nere i en dal. Närmaste större samhälle är Jenbach, 2,4 km öster om Schloss Tratzberg. 
I omgivningarna runt Schloss Tratzberg växer i huvudsak blandskog. Runt Schloss Tratzberg är det ganska glesbefolkat, med 42 invånare per kvadratkilometer.